# Margarette May Macaulay
Margarette May Macaulay es una abogada jamaicana especialmente conocida como defensora de los derechos de las mujeres. Fue elegida comisionada de la Comisión Interamericana de Derechos Humanos (CIDH) por la Asamblea General de la OEA por un período de cuatro años, del 1 de enero de 2016 al 31 de diciembre de 2019. Es la actual Presidenta de la CIDH para el 167º período de sesiones.

## Biografía
Margarette May Macaulay es originaria de Jamaica, país en el cual reside y ejerce la profesión de abogada y notaria pública, y donde es Mediadora en la Suprema Corte y Árbitro Asociada.
Se ha desempeñado como profesional y académica en el área de los derechos humanos, particularmente en el ámbito de los derechos del niño y la mujer, siendo una reconocida referente en la lucha contra la violencia de género. Asimismo, ha trabajado por la abolición de la pena de muerte en la región del Caribe y por los derechos ambientales, así como por el derechos de propiedad de la tierra de los pueblos indígenas.
Ha participado en procesos de reformas y preparación de proyectos de ley en su país, incluyendo la ratificación de diversos instrumentos de derechos humanos, como la Convención de Belém do Pará. Integra organizaciones internacionales de derechos humanos como la Coalición por la Corte Penal Internacional y la Iniciativa de Mujeres por una Justicia de Género de La Haya.
Fue jueza de la Corte Interamericana de Derechos Humanos entre 2007 y 2012. En ese período, contribuyó a la formulación de las Reglas de Procedimiento de la Corte.
Fue elegida como integrante de la CIDH por la Asamblea General de la OEA el 16 de junio de 2015. Es la Relatora para Antigua y Barbuda, Bahamas, Dominica, Estados Unidos, El Salvador y San Cristóbal y Nieves, Relatora sobre los Derechos de las Mujeres y Relatora sobre los Derechos de las Personas Afrodescendientes y contra la Discriminación Racial.
Para su elección como comisionada, la Asamblea General de la OEA valoró su elevado carácter moral, su reconocida competencia en materia de derechos humanos y su independencia e imparcialidad.

## Principales sentencias
- Caso Bayarri vs. Argentina (2008)
- Caso González y otras (Campo Algodonero) vs. México (2009)
- Caso Artavia Murillo y otros vs. Costa Rica (2012)
- Caso Atala Riffo y niñas vs. Chile (2012)
- Caso Masacre de Santo Domingo vs. Colombia (2013)